# Nils Alwall
Nils Alwall (* 7. Oktober 1904 in Kiaby, Kristianstads län; † 1986) war ein schwedischer Mediziner, Hochschullehrer und ein Pionier der Hämodialyse. Er war der Entwickler der ersten kommerziellen Dialysegeräte für die Firma Gambro. Er war führend auf dem Gebiet der Ultrafiltration und der Hämofiltration.

## Wirken

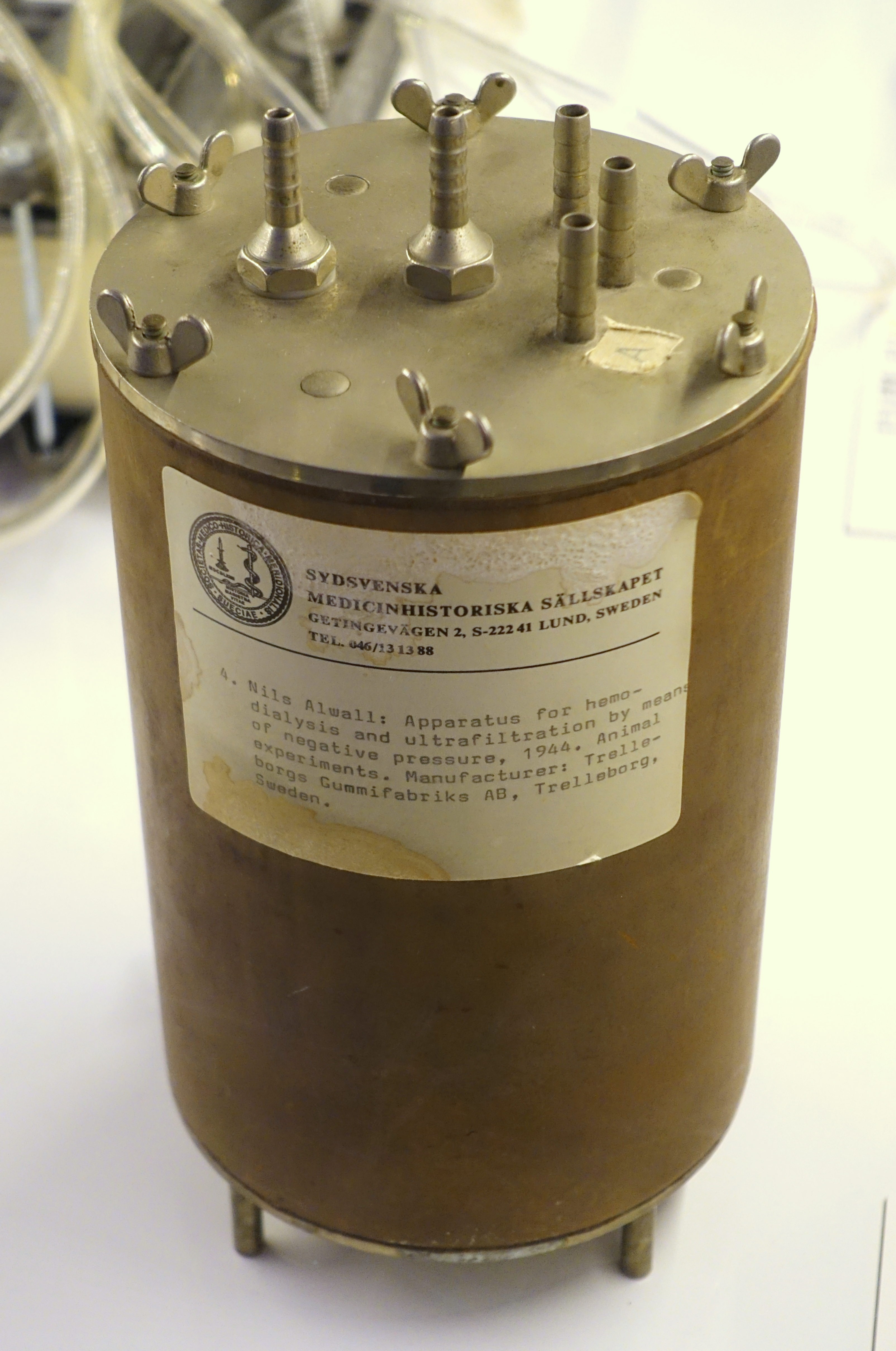
Künstliche Niere von 1944

Erstmals am Menschen eingesetzt wurde eine künstliche Niere von Georg Haas im Jahr 1924. Eine von Willem Johan Kolff 1943 entwickelte, wie die „Haas-Niere“ als Schlauchniere konstruierte künstliche Niere war für den klinischen Einsatz nur bedingt geeignet, da die überschüssige Flüssigkeit nicht entnommen werden konnte. Alwall entwickelte eine ähnliche Konstruktion, die aber in einem Behälter aus rostfreiem Stahl eingeschlossen war. Durch negativen Druck in dem Behälter konnte die Flüssigkeit entzogen werden. Der erste Patient wurde am 3. September 1946 behandelt.
Ab 1957 hatte er den neu geschaffenen Lehrstuhl für Nephrologie an der Universität Lund inne. Alwall arbeitete ab 1964 für Gambro. Die Firma wurde von Holger Crafoord gegründet, nachdem Alwall ihn von den wirtschaftlichen Möglichkeiten seiner Entwicklung hatte überzeugen können.

## Ehrungen
Zu seinem Gedenken wird jährlich der Nils-Alwall-Preis für wegweisende Arbeiten im Bereich der Nierenersatztherapie von der Deutschen Gesellschaft für Nephrologie vergeben.
Er erhielt folgende Ehrungen:
- Ehrendoktorwürde der Universität Rostock 1961
- Ehrendoktorwürde der Universität Pécs (Fünfkirchen)/Ungarn 1971
- Ehrenmitgliedschaft in der Gesellschaft für Innere Medizin der DDR 1965
- Ehrenmitgliedschaft in der Nephrologischen Gesellschaft der Tschechoslowakei

## Schriften
- Die aktuelle Therapie der Niereninsuffizienz. In: Deutsche Medizinische Wochenschrift. Band 83, 1598, S. 950–958 und 1008–1014.
- Therapeutic and Diagnostic Problems in Severe Renal Failure. 1963.
- Konstgjord Njure – Babels Torn. Liber, 1984.